# Osia
Osia ist ein spanischer Ort in den Pyrenäen in der Provinz Huesca der Autonomen Gemeinschaft Aragonien. Osia ist ein südlich gelegener Ortsteil der Gemeinde Jaca. Das Dorf mit 22 Einwohnern im Jahr 2015 liegt auf 747 Meter Höhe.

## Sehenswürdigkeiten
- Pfarrkirche Santa Lucía aus dem 17. Jahrhundert
- Romanische Einsiedelei Virgen del Rosario aus dem 12. Jahrhundert